# Bettina Tremmel

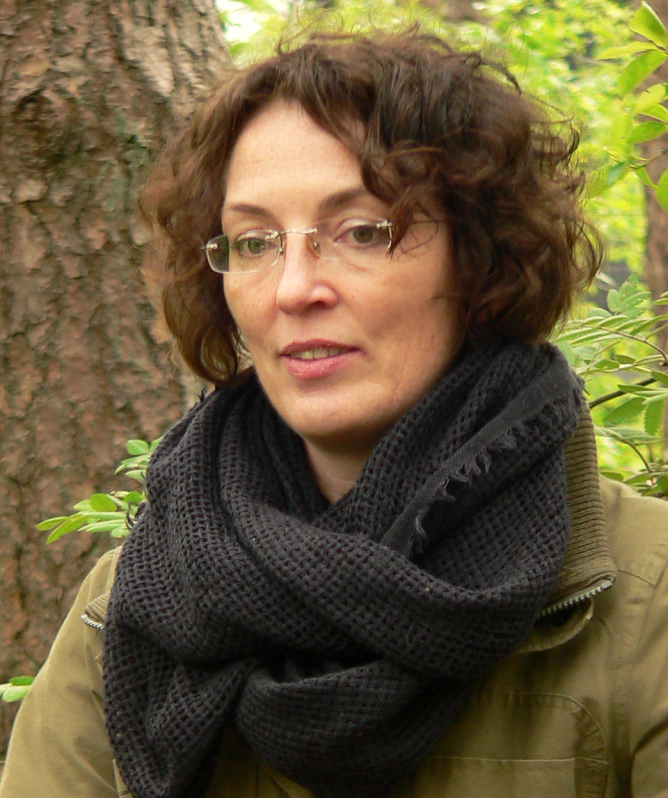
Bettina Tremmel, 2019

Bettina Tremmel (* 1971 in Schwarzach) ist eine deutsche Provinzialrömische Archäologin.
Nach dem Abitur 1990 am Veit-Höser-Gymnasium in Bogen studierte Bettina Tremmel die Fächer Provinzialrömische Archäologie, Vor- und Frühgeschichte sowie Alte Geschichte an den Universitäten München, Tübingen und Aix-en-Provence. Sie wurde mit einer Arbeit über den Kastellvicus von Augusta Vindelicum promoviert. 
Ihre berufliche Tätigkeit begann sie als wissenschaftliche Volontärin beim Fachreferat Provinzialrömische Archäologie der LWL-Archäologie für Westfalen in Münster unter Johann-Sebastian Kühlborn. Seit 2009 ist sie dort wissenschaftliche Referentin. Bettina Tremmel ist zuständig für Ausgrabungen und Forschungen zu den römischen Lagern entlang der Lippe und weiteren Hinterlassenschaften der Römer in Westfalen. 2011 war sie Grabungsleiterin bei den archäologischen Untersuchungen des Römerlagers Olfen. Seit 2012 leitet sie die Ausgrabungen im Bereich der LWL-Römerbaustelle Aliso, die sich innerhalb des Hauptlagers der früheren Römerlager Haltern befindet.

## Schriften (Auswahl)
- Die Holzbauten des 1. Jahrhunderts n. Chr. im Kastellvicus von Augusta Vindelicum. Dissertation, Ludwig-Maximilians-Universität München 2004.
- Der Kastellvicus des 1. Jahrhunderts n. Chr. von Augusta Vindelicum, Augsburg. Wißner, Augsburg 2012, ISBN 978-3-89639-468-2 (überarbeitete Fassung der Dissertation).